# Neanthes vitabunda
Neanthes vitabunda är en ringmaskart som först beskrevs av Pflugfelder 1933.  Neanthes vitabunda ingår i släktet Neanthes och familjen Nereididae. Inga underarter finns listade i Catalogue of Life.